# Список потерь Ми-8 и его модификаций (2008 год)
Список потерянных Ми-8 всех модификаций (включая Ми-9, -14, -17, -18, -19, -171 и -172) составлен по данным из открытых источников и учитывает только авиационные происшествия или воздействие внешних сил, приведшие к утрате вертолёта или его списанию вследствие полученных повреждений.
Список не полный и не окончательный.

## Список аварий и катастроф
| № п/п | Дата       | Модификация / Бортовой номер | Место                                                  | Жертвы / На борту | Краткое описание |
| ----- | ---------- | ---------------------------- | ------------------------------------------------------ | ----------------- | --- |
| 1     | 12 января  | Ми-17 VAM-304                | село Катлановско-Блаце, 10 км от Скопье                | 11/11             | Вертолёт ВВС Македонии перевозил военнослужащих миротворческой миссии ЕС в Боснии и Герцеговине. Возможная причина катастрофы — плохая видимость (туман). |
| 2     | 31 января  | Ми-8Т 10445                  | 8 км от Тёрёксентмиклош                                | 1/4               | Вертолёт ВВС Венгрии разбился во время тренировочного полёта. |
| 3     | 28 февраля | Ми-8Т UN-25001               | Кызылординская область, близ Жалагаша                  | 5/18              | При заходе на посадку началось неуправляемое вращение, вертолёт потерял высоту и столкнулся с землёй. Погибли КВС, второй пилот и три пассажира. |
| 4     | 3 марта    | / Ми-8МТВ-1 RA-27019         | 145 км восточнее Катманду                              | 10/10             | Вертолёт миссии ООН выполнял полёт в неблагоприятных метеоусловиях (грозовые облака). Экипаж потерял пространственную ориентацию, произошло выключения двигателей, машина упала на склон горы на высоте 1300 м и сгорела. |
| 5     | 8 марта    | Ми-8МТВ-1 EY-25169           | 13,5 км от Хорога                                      | 1/14              | Ошибка экипажа. При заходе на посадку на подобранную с воздуха площадку в горной местности и при массе вертолёта, предельной для выполнения полётов на данной высоте, экипаж не справился с управлением и допустил столкновение машины со склоном горы. Погиб КВС, два пассажира получили травмы. Вертолёт полностью сгорел.       |
| 6     | 27 марта   | Ми-8 07                      | Чёрное море, остров Полуденный                         | 12/13             | Вертолёт ГПС Украины. Направлялся из Вилково на остров Змеиный под управлением 3 членов экипажа с 10 пассажирами (пограничники и 1 гражданский специалист). Упал на мелководье с высоты 300 метров, возможно по технической причине.                                                                                               |
| 7     | 30 марта   | Ми-8МТ RA-06152              | Шпицберген, Баренцбург                                 | 3/9               | При заходе на посадку в сложных метеоусловиях (обильный снегопад и порывистый ветер) экипаж потерял пространственную ориентацию в поднятом винтами снеге. При попытке уйти на второй круг вертолёт столкнулся с ангаром в 100 м от посадочной площадки. Погибли КВС, бортмеханик и один пассажир.                                  |
| 8     | 28 апреля  | Ми-8Т UR-24275               | Чёрное море, 70 км от мыса Тарханкут                   | 20/20             | При попытке выполнить посадку на площадку морской буровой установки в условиях сильного бокового ветра (~7 м/с) экипаж не смог удержать машину в пределах посадочной площадки, которая, сместившись, зацепила рулевым винтом за опору буровой, упала и, разрушись, сгорела. Все находившиеся на борту погибли.                     |
| 9     | 31 мая     | Ми-171 н.д.                  | провинция Сычуань, уезд Вэньчуань, близ Инксю          | 18/18             | Вертолёт НОАК разбился в горной местности на высоте 2800 м во время эвакуации пострадавших от сычуаньского землетрясения. Все находившиеся на борту погибли (в том числе 5 членов экипажа). Место падения машины было обнаружено 10 июня.                                                                                          |
| 10    | 2 июля     | Ми-8Т RA-22599               | ЯНАО, 340 км северо-восточнее Нижневартовска           | 9/16              | При заходе на посадку упали обороты несущего винта. Машина с высокой вертикальной скоростью грубо приземлилась на посадочную площадку, выкатилась с неё и, разрушившись, сгорела. Погибли 9 пассажиров. Точные причины происшествия остались невыясненными.                                                                        |
| 11    | 26 октября | Ми-8МТВ-1 б/н                | Республика Татарстан, Зеленодольский район, Новая Тура | 4/5               | В полёте произошёл отказ системы управления вертолётом из-за механической поломки. По команде КВС только второй пилот сумел покинуть борт на парашюте (получил многочисленные травмы так как из-за малой высоты парашют не успел раскрыться полностью). Остальные члены экипажа и пассажир погибли в потерявшей управление машине. |